# Glauco Venier

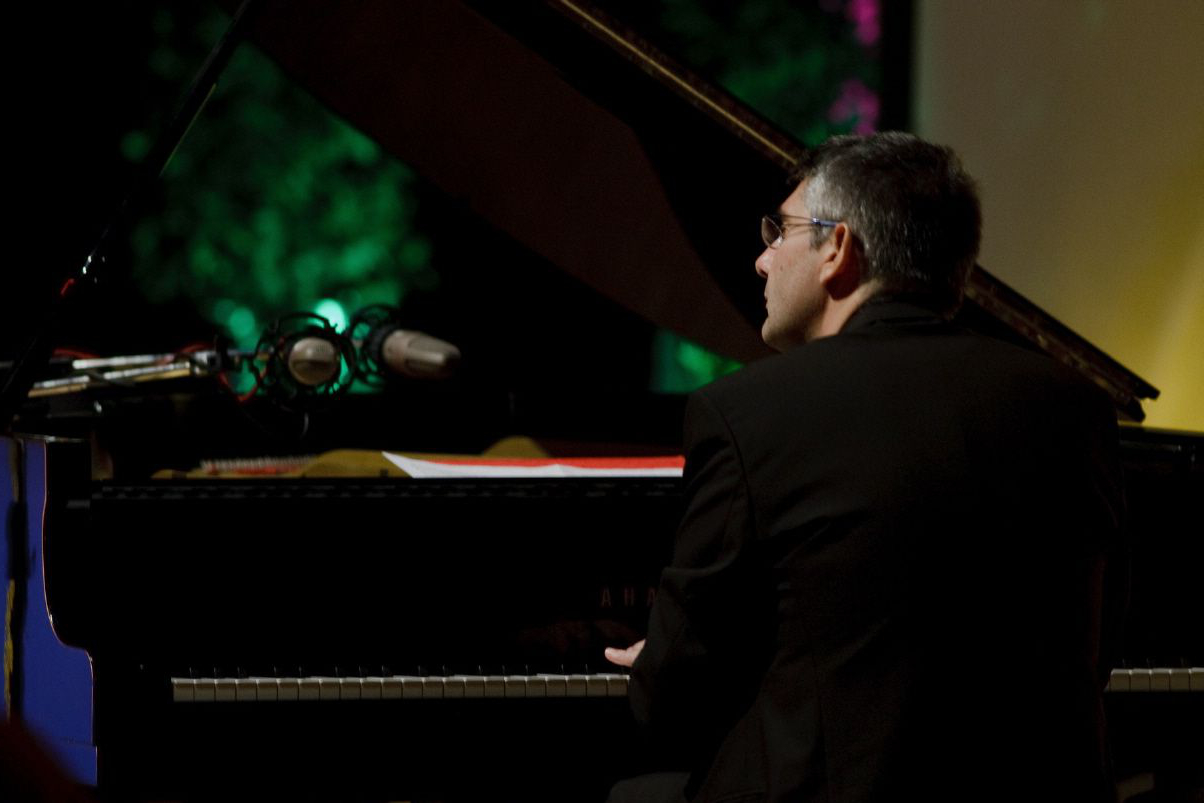
Glauco Venier

Glauco Venier (* 8. September 1962 in Udine) ist ein italienischer Jazzpianist.

## Wirken
Venier studierte bis 1985 am Konservatorium von Udine Orgel und Komposition. Er nahm dann Privatunterricht bei dem Pianisten Franco D’Andrea und studierte 1990 am Berklee College of Music in Boston. Seit 1990 leitet er eigene Bands, 1991 veröffentlichte er sein erstes Album Finlandia. Außerdem arbeitete er mit Musikern wie Enrico Rava, Lee Konitz, Kenny Wheeler, Joey Baron, Nguyên Lê, Gabriele Mirabassi, Massimo Urbani, Maria Pia De Vito, Valery Ponomarev, George Garzone, Hal Crook, Stefano Di Battista, Flavio Boltro und Paolo Fresu.
1996 lernte Venier in Südfrankreich den Klarinettisten Klaus Gesing kennen, mit dem er mehrere CDs aufnahm. Mit Gensing und der Sängerin Norma Winstone gründete er ein Trio, dessen erstes Album Chamber Music 2003 veröffentlicht wurde; das nachfolgende Album Distances (2008) wurde 2009 für den Grammy nominiert. 
Mit der WDR Big Band und dem WDR Rundfunkorchester sowie Gianluigi Trovesi und Diana Torto führte er 2011 Antiche Danze & Canti Italiani auf, eine Hommage an die traditionelle Musik seiner Heimatregion Friaul (in Arrangements von Michael Abene und Michele Corcella). Ein Teil dieser Arrangements wurden (mit lokalen Orchestern und internationalen Solisten) als Simphonika zur Eröffnung des Mittelfestes 2012 im Teatro Nuovo Giovanni da Udine wieder aufgeführt (Album 2014). Veniers erstes Soloalbum erschien 2016 bei ECM Records.
Venier unterrichtet am Konservatorium seiner Geburtsstadt Udine.

## Diskographische Hinweise
- Finlandia, 1991
- Faces, 1995
- L'insiùm, 1996
- Un anno, 1998
- Seasons, 1999
- Klaus Gesing & Glauco Venier play Bach, 2000
- La Ballata della speranza, 2000
- Glauco Venier/Lee Konitz Ides of March, 2001
- Dal Libro de Balli di Giorgio Mainerio, 2004
- Winstone/Gesing/Venier: Chamber Music, 2004
- Hommage a Duke, 2007
- Intermezzo, 2007
- Winston/Gesing/Venier: Distances, 2008
- Glauco Venier suona Frank Zappa, 2008
- Winston/Gesing/Venier: Stories Yet to Tell, 2010
- Glauco Venier / Michele Corcella: Symphonika, 2014 (mit Norma Winstone, Uli Beckerhoff, Matthias Nadolny, FVG Mitteleuropa Orchestra & Mittelfest Big Band Udine unter Leitung von Walther Themel)
- Miniatures , 2016
- Glauco Venier / Michele Corcella: L’Insiùm - Mainerio!, 2017